# Program Mariner

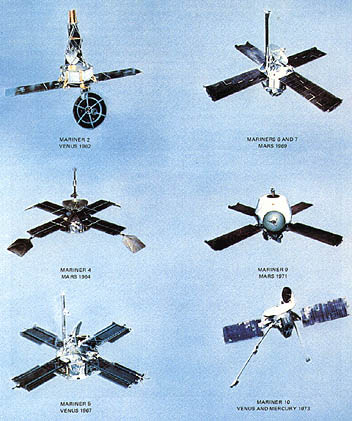
Sondy programu Mariner

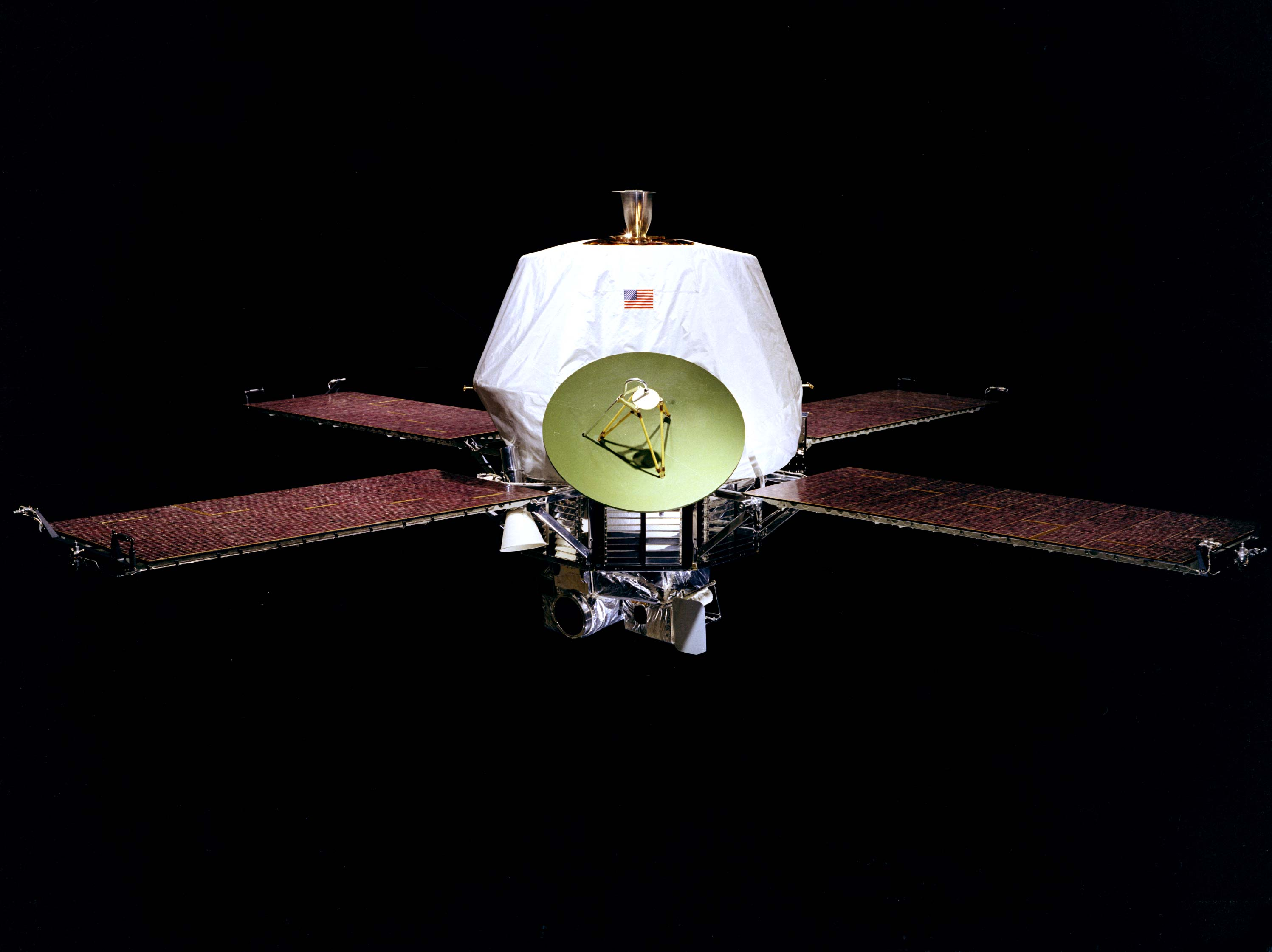
Sonda Mariner 9

Program Mariner (pol. Żeglarz) – program misji amerykańskich sond kosmicznych przeznaczonych do prowadzenia badań Merkurego, Wenus i Marsa.
Program Mariner został zapoczątkowany przez NASA w 1960 roku i realizowany był przez Jet Propulsion Laboratory. W latach 1962 – 1973 zostało wysłanych łącznie 10 sond Mariner, spośród których 3 uległy zniszczeniu lub awarii podczas startu. Sondy Mariner dokonały pierwszych udanych przelotów obok najbliższych Ziemi planet i wykonały pierwsze fotografie z bliska powierzchni Marsa i Merkurego. Mariner 9 stał się pierwszym sztucznym satelitą innej planety. Mariner 10 wykonał pierwszy manewr wspomagania grawitacyjnego.
Całkowity koszt misji sond programu Mariner wyniósł około 554 milionów dolarów amerykańskich.

## Lista misji programu Mariner
| Nazwa      | Data startu       | Zadania                                                 | Uwagi                                     |
| ---------- | ----------------- | ------------------------------------------------------- | ----------------------------------------- |
| Mariner 1  | 22 lipca 1962     | Przelot obok Wenus                                      | Niepowodzenie Awaria rakiety nośnej       |
| Mariner 2  | 27 sierpnia 1962  | Przelot obok Wenus                                      | Sukces                                    |
| Mariner 3  | 5 listopada 1964  | Przelot obok Marsa                                      | Niepowodzenie Awaria sondy podczas startu |
| Mariner 4  | 28 listopada 1964 | Przelot obok Marsa                                      | Sukces                                    |
| Mariner 5  | 14 czerwca 1967   | Przelot obok Wenus                                      | Sukces                                    |
| Mariner 6  | 25 lutego 1969    | Przelot obok Marsa                                      | Sukces                                    |
| Mariner 7  | 27 marca 1969     | Przelot obok Marsa                                      | Sukces                                    |
| Mariner 8  | 9 maja 1971       | Sztuczny satelita Marsa                                 | Niepowodzenie Awaria rakiety nośnej       |
| Mariner 9  | 30 maja 1971      | Sztuczny satelita Marsa                                 | Sukces                                    |
| Mariner 10 | 3 listopada 1973  | Przelot obok Wenus i trzykrotne przeloty obok Merkurego | Sukces                                    |